# Lepidoblepharis rufigularis
Lepidoblepharis rufigularis — вид геконоподібних ящірок родини Sphaerodactylidae. Ендемік Панами. Описаний у 2015 році.

## Поширення і екологія
Lepidoblepharis rufigularis відомі за типововим зразком, зібраним в провінції Дар'єн на сході Панами, на висоті 1043 м над рівнем моря. Вони живуть у вологих тропічних лісах.